# اسکاتی بکت
اسکاتی بکت (انگلیسی: Scotty Beckett; ۴ اکتبر ۱۹۲۹ – ۱۰ مهٔ ۱۹۶۸) یک هنرپیشه اهل ایالات متحده آمریکا بود.
از فیلم‌ها یا برنامه‌های تلویزیونی که وی در آن نقش داشته است می‌توان به آنتونی ادورس اشاره کرد.